# Clinanthus chihuanhuayu
Clinanthus chihuanhuayu är en amaryllisväxtart som först beskrevs av Martín Cárdenas Hermosa, och fick sitt nu gällande namn av Alan W. Meerow. Clinanthus chihuanhuayu ingår i släktet Clinanthus, och familjen amaryllisväxter.
Artens utbredningsområde är Bolivia. Inga underarter finns listade i Catalogue of Life.